# Adaptec
Adaptec è una società con sede a Milpitas, California (USA) specializzata nella produzione di host per collegare al computer memorie di massa tramite USB, FireWire, SCSI, iSCSI, Fibre Channel, Serial ATA, ma anche audio/video. Adaptec produce anche alcuni componenti hardware quali gli hub USB e dispositivi NAS quali la linea Snap Server.
Adaptec sviluppava anche il software di masterizzazione per CD/DVD Easy CD Creator, che adesso è supportato da Roxio, una società formata dall'uscita da Adaptec della divisione che seguiva i prodotti software.
Il 18 giugno 2010 PCM-Sierra ha acquistato per 34 milioni di dollari il marchio e tutto l'assetto di Adaptec.

## Galleria d'immagini

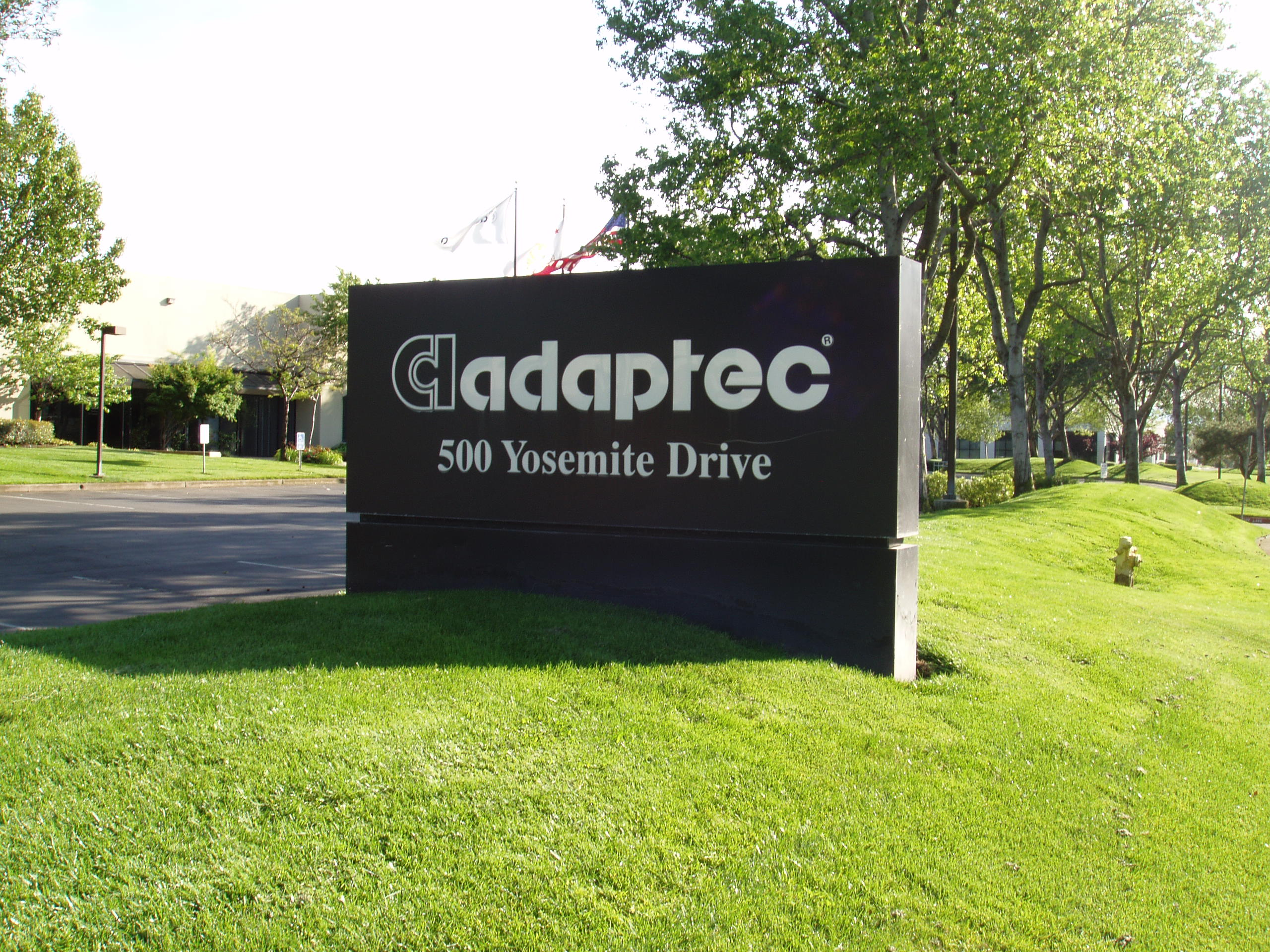
Adaptec
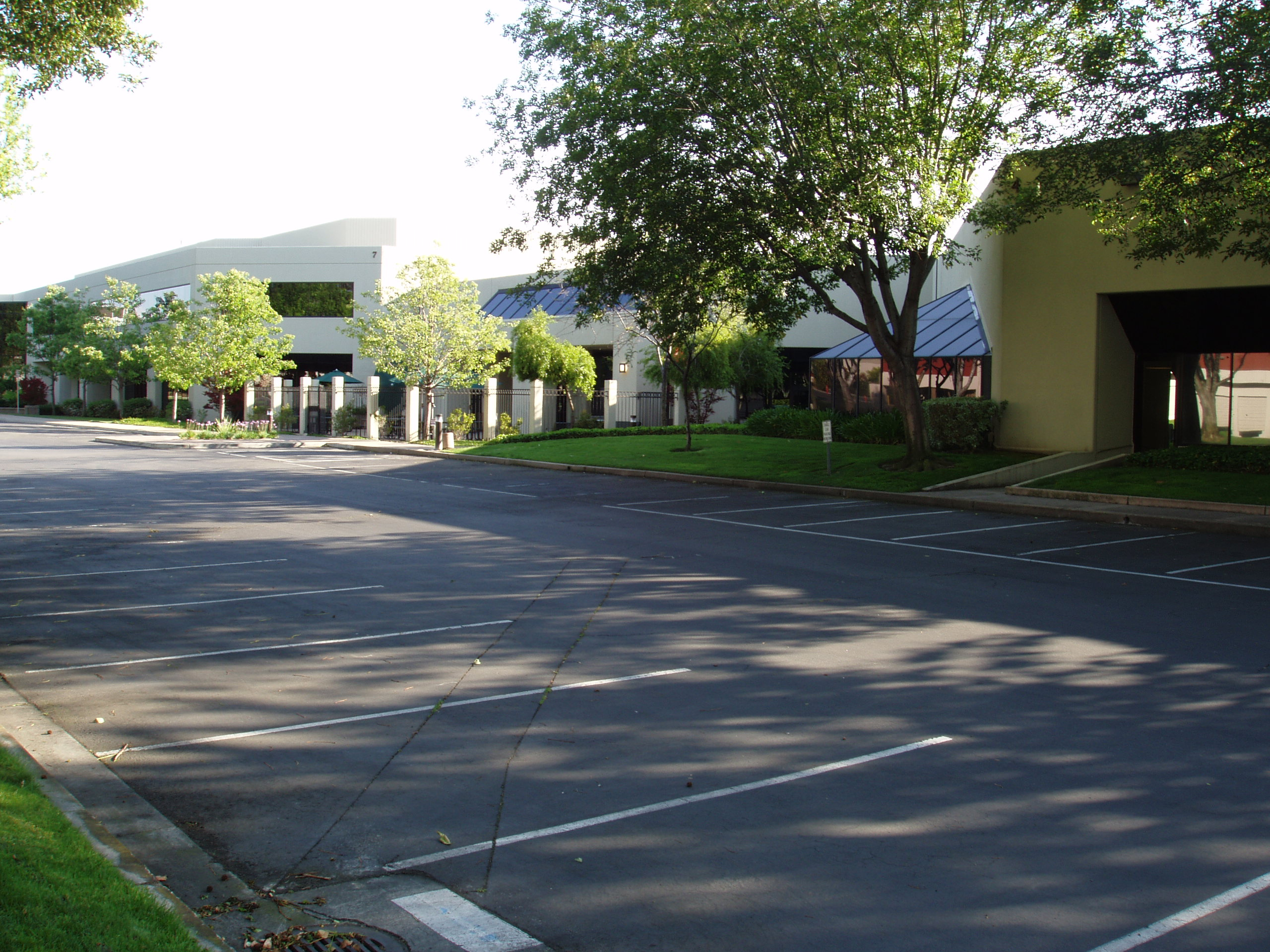
Uffici direzionali di Adaptec